# Sena Hideaki
Sena Hideaki (瀬名 秀明 Lai Danh Tú Minh) (1968 -) tên thật là Suzuki Hideaki, bút danh Sena, sinh ở tỉnh Shizuoka, hiện sống ở Sendai, thuộc vùng Đông Bắc Nhật Bản, là dược sĩ, tiến sĩ dược học kiêm nhà văn chuyên viết tiểu thuyết khoa học viễn tưởng người Nhật.
Cha của Hideaki là Suzuki Yasuo, một giáo sư giảng dạy tại Đại học Chubu và là nhà nghiên cứu virus cúm.

## Tiểu sử
Sena Hideaki sinh ngày 17 tháng 1 năm 1968 ở Shizuoka. Năm 1986 ông tốt nghiệp Trường Trung học Shizuoka. Năm 1990, tốt nghiệp Khoa Dược trường Đại học Tohoku. Năm 1993 là Thạc sĩ Khoa Nghiên cứu Dược học sau Đại học ở trường Đại học Tohoku. Năm 1996, nâng hàm Tiến sĩ Khoa Nghiên cứu Dược học sau Đại học ở trường Đại học Tohoku. Trong thời gian theo học tại Đại học Tohoku, Hideaki tìm đọc các tác phẩm văn học, cực kỳ say mê tiểu thuyết thuộc thể loại khoa học viễn tưởng và kinh dị, để thỏa mãn niềm đam mê đó, ông đã tham gia vào Câu lạc bộ Văn học của Khoa và bắt đầu tập tành viết lách. Kết quả, quyển tiểu thuyết kinh dị đầu tay của Hideaki là Parasite Eve vừa kịp ra mắt bạn đọc được ít lâu thì ngay lập tức đã đoạt Giải thưởng Lớn Tiểu thuyết Kinh dị Nhật Bản khi đang là sinh viên của trường Đại học Tohoku. thông qua nhà xuất bản Kadokawa Horror Bunko vào năm 1995, ngay lập tức cuốn tiểu thuyết trở thành một hiện tượng thật sự, gây chấn động độc giả Nhật Bản.
Tuần báo Asia Week đã phải thốt lên rằng: "Sena Hideaki chính là Stephen King của Nhật Bản". Hai năm sau, 1997, Parasite Eve được lên đưa lên màn ảnh rộng với bộ phim cùng tên kéo dài 120' do Masayuki Ochiai làm đạo diễn, mười năm năm sau vào tháng 12 năm 2005 cuốn tiểu thuyết được dịch ra tiếng Anh và được 1 nhà xuất bản tại Houston – Texas tên là Vertical Inc phát hành tại Mỹ, một phiên bản game ăn theo thuộc thể loại nhập vai kinh dị do Square phát triển và phát hành vào ngày 9 tháng 9 năm 1998 cũng nhận được phản hồi tích cực từ người hâm mộ tiểu thuyết. Đồng thời, ông còn là tác giả của cuốn tiểu thuyết thứ hai giành được Giải thưởng lớn Tiểu thuyết Khoa học Viễn tưởng Nhật Bản là BRAIN VALLEY.
Sau khi tốt nghiệp với kết quả xuất sắc, ông được bổ nhiệm làm giảng viên trường Đại học Miyagi, rồi giữ chức giáo sư giảng dạy Khoa Cơ khí trường Đại học Tohoku. Hideaki thường tổ chức các hoạt động diễn giảng dành cho công chúng và chấp bút viết các tác phẩm có liên quan tới khoa học người máy. Ngoài ra, ông còn thực hiện nhiều bài đối thoại nói về con người và khoa học được đăng trên các báo khoa học và văn nghệ. Theo như trên website của Hideaki cho biết. Vào năm 2009 ông được cấp giấy chứng nhận điều khiển máy bay dân dụng.
Hiện tại Hideaki đang cư ngụ tại Sendai, nơi ông tham gia diễn thuyết về vi trùng học và thể loại tiểu thuyết kiêm luôn vai trò nhà phê bình văn học.

## Sơ yếu lý lịch
- Năm 1986, tốt nghiệp Trường Trung học Phổ thông Shizuoka tỉnh Shizuoka.
- Năm 1990, tốt nghiệp Khoa Dược Trường Đại học Tohoku.
- Từ năm 1990 – 1991, là thành viên Câu lạc bộ Văn Học Khoa Dược trường Đại học Tohoku.
- Từ năm 1996 – 1997, là nghiên cứu sinh Khoa Dược trường Đại học Tohoku.
- Năm 1995, cuốn tiểu thuyết kinh dị đầu tay là Parasite Eve đoạt Giải thưởng Tiểu thuyết Kinh dị Nhật Bản lần thứ hai (Bộ phim cùng tên do diễn viên Hiroshi Mikami đóng vai, ngoài ra hãng Square còn làm một trò chơi dựa theo cuốn tiểu thuyết này, bản dịch tiếng Anh được phát hành vào tháng 9 năm 2005 tại Mỹ).
- Năm 1996, kết thúc khóa đào tạo tiến sĩ Khoa Nghiên cứu Dược học chương trình sau Đại học Trường Đại học Tohoku.
- Năm 1997, là Giảng viên thường trực Khoa Điều dưỡng Trường Đại học Miyagi.
- Năm 1997, cuốn tiểu thuyết thứ hai là BRAIN VALLEY đoạt Giải thưởng lớn Tiểu thuyết Khoa học Viễn tưởng Nhật Bản lần thứ 19.
- Năm 2000, từ chức Giảng viên Trường Đại học Miyagi
- Năm 2006, nhậm chức Giáo sư phụ trách việc giảng dạy Hệ Cơ giới Khoa Nghiên cứu Kỹ thuật Trường Đại học Tohoku (chịu trách nhiệm kế hoạch kỹ thuật cơ khí khoa học viễn tưởng)
- Ngày 31 tháng 3 năm 2009, từ chức Giáo sư giảng dạy Hệ Cơ giới Khoa Nghiên cứu Kỹ thuật Trường Đại học Tohoku.

## Đoàn thể trực thuộc
- Hội Dược học Nhật Bản
- Hội Sinh Hóa học Nhật Bản
- Hội Ung thư học Nhật Bản
- Hiệp hội Nhà văn Trinh thám Nhật Bản
- Hiệp hội Nhà văn Nhật Bản
- Câu lạc bộ Nhà văn Khoa học Viễn tưởng Nhật Bản

## Tác phẩm

### Tác giả duy nhất
- Parasite Eve (Ký Sinh Trùng Eve) (Hiệu sách Kadokawa, 1995/Thư viện Shinchou, 2007)
- BRAIN VALLEY (Thung Lũng Não) (Hiệu sách Kadokawa, 1997/Thư viện Shinchou, 2005)
- Tiểu Thuyết & Khoa Học ― Sự sáng tạo vượt qua ranh giới Khoa Học/Văn Học (Hiệu sách Iwanami, 1993)
- Viện Bảo Tàng Tháng Tám (Hiệu sách Kadokawa, 2000/Thư viện Kadokawa, 2003/Thư viện Shinchou, 2006)
- Người Máy Thế Kỷ 21 (Bungeishunju Bunshun New Works, 2001)
- Cung Thiên Văn Cầu Vồng (Shoudensha, 2001) (Bảo tàng Thiên Văn, Cung Thiên Văn Gotou) đặt tại Viện Bảo tàng Thiên Văn Tounichi Tenmonkan
- Menzel Người Đánh Cờ (Koubunsha, 2001)
- Người Máy Ngày Mai (Bungeishinju, 2002)
- The Heart's Time Machine! (Tâm Hồn Cỗ Máy Thời Gian) tiểu thuyết của Sena Hideaki/Câu lạc bộ Nấu ăn (Hiệu sách Kadokawa, 2002)
- Vở Nhạc Kịch Người Máy (Kobunsha, 2004)
- Mật Thất của Descartes (Shinchousha, 2005)
- The 9th Day - The Tragedy of Joy (Ngày Thứ 9 – Bi Kịch Của Joy) (Koubunsha, 2006)
- Khoa Học Xứ Sở Thần Tiên (Shoubunsha, 2006)
- Tiểu Luận về Người Máy của Sena Hideaki (Keiso Shobo, 2008)
- Every Breath (Từng Hơi Thở) (Nhà xuất bản FM Tokyo, 2008)
- Cuộc Hành trình Đất đai và Giấc mơ Bầu trời, Tôi là nhà tiểu thuyết của bầu trời (Kobunsha, 9/2009)
- Bệnh Cúm Thế Kỷ 21 do Suzuki Yasuo giám sát việc biên soạn (Bunshunshinsho, 12/2009)
- Tiến sĩ Toudai nói về đời sống Khoa Học Tự Nhiên (PHP Cuốn sách Khoa học Thế giới Mới, 2010)
- Phiên bản Tiểu thuyết Đorêmôn – Nobita và binh đoàn Robot (Nhà xuất bản Shogakukan, 2011)

### Cộng tác
- Viết chung với Oota Shigeo trong bài nghiên cứu (Ti Thể và sự sống) (Kadokawa One chủ đề 21 năm 2001, là bản sửa đổi của bài "Khả năng của Ti Thể", Shinchoubunkou)
- Ý thức sự tiến hóa, trưởng thành, tiếp cận hình dạng tự nhiên của Tim và Não, sự thông hiểu tính bất tại, cộng tác với Tengai Shirou (Sở Nghiên cứu PHP, 9/2005)
- Ranh giới của sự hiểu biết về Thuyết Động lực, cộng tác cùng Hashimoto Takashi, Umeda Satoshi (Iwanamishinsho, 12/2006)
- Cái Rốn Người Máy, cộng tác cùng Inemura Tetsuya, Iketani Rue (Thư viện Maruzen, 1/2009)
- Để chống lại Đại Dịch, cộng tác với Oshitani Hitoshi (Iwanamishinsho, 11/2009)
- Vé Du lịch đi đến Tương lai, cộng tác với Saishou Hazuki (Mishimasha, 2/2010)

### Tập đối thoại
- Các nhà nghiên cứu đã làm những gì để đứng đầu trong giới Khoa Học? (Tòa soạn báo Kinh tế Nhật Bản, 2004)